# Biserici de lemn din Ținutul Secuiesc
Bisericile de lemn din Ținutul Secuiesc fac parte din grupul de biserici de lemn din Transilvania și din familia de biserici de lemn românești.

## Biserici de lemn din Covasna
- Biserica de lemn din Chichiș cu hramul Sfântul Petru și Pavel
- Biserica de lemn din Păpăuți cu hramul Cuvioasa Paraschiva
- Biserica de lemn din Poian cu hramul Sfinții Arhangheli
- Biserica de lemn din Vârghiș cu hramul Sfinții Arhangheli
- Biserica de lemn din Zăbala cu hramul Adormirea Maicii Domnului

## Biserici de lemn din Harghita
- Biserica de lemn din Sândominic cu hramul Sfinții Arhangheli
- Biserica de lemn din Corbu cu hramul Sfântul Simion Stâlpnicul
- Biserica de lemn din Toplița (Harghita) cu hramul Sfântul Pooroc Ilie
- Biserica de lemn din Mănăstirea Pârâul Doamnei
- Biserica de lemn din Tulgheș cu hramul Sfinții Arhangheli
- Biserica de lemn din Uilac cu hramul Sfântul Gheorghe
- Biserica de lemn din Bilbor
- Biserica de lemn din Bodogaia cu hramul Sfinții Apostoli Petru și Pavel
- Biserica de lemn din Borsec cu hramul Schimbarea la Față
- Biserica de lemn din Gălăuțaș cu hramul Adormirea Maicii Domnului